# Claude Bourquard
Claude Bourquard   (Belfort, 5 de març de 1937) és un tirador d'esgrima francès, ja retirat, especialista en espasa, que va competir entre les dècades de 1950 i 1970.
El 1964 va prendre part en els Jocs Olímpics d'Estiu de Tòquio, on va disputar dues proves del programa d'esgrima. En la competició d'espasa per equips guanyà la medalla de bronze, mentre en la d'espasa individual fou sisè. Vuit anys més tard, als Jocs de Ciutat de Mèxic, fou setè en la prova d'espasa per equips, mentre en la d'espasa individual quedà eliminat en primera ronda.
En el seu palmarès també destaquen vuit medalles al Campionat del Món d'esgrima, tres d'or, quatres de plata i una de bronze, entre les edicions de 1959 i 1974. Als Jocs del Mediterrani guanyà dues medalles, d'or el 1959 i de plata el 1963, així com el campionat nacional francès de 1967.